# Морнарички истражитељи (3. сезона)
Трећа сезона амерички полицијо-процедуралне драме МЗИС је емитована од 20. септембра 2005. до 16. маја 2006. године на каналу ЦБС. Трећа сезона почиње након епизоде "Сумрака" док је цела екипа потресена, а Гибс креће да се освети за Кејтино убиство. Ствари су се усложиле интервенцијом Гибсове бивше љубавнице и нове директорке МЗИС-а Џени Шепард и службенице Мосада Зиве Давид.
Ова сезона почиње да даје мале наговештаје о Гибсовој прошлости и прва је која спомиње његову прву жену Шенон и ћерку Кели. У завршници сезоне уведен је Гибсов бивши шеф Мајк Френкс (Мјус Вотсон) који помаже Гибсу да се опорави од скоро кобног праска бомбе. Сезона се завршава Гибсовим одласком у пензију и постављањем Диноза на челу екипе за решавање тешкис случајева.

## Опис
Коте де Пабло, која се епизодно појавила у епизодама "Убити Арија (1. део)" и "Убити Арија (2. део)", је унапређена у главну поставу у епизоди "Сребрни рат". Лорен Холи, која се епизодно појавила од епизоде "Убити Арија (1. део)" до епизоде "Сребрни рат" и од епизоде "Воајерска мрежа" до епизоде "Испод чаршава", је унапређена у главну поставу у епизоди "Намештаљка".

## Улоге

### Главне
- Марк Хармон као Лерој Џетро Гибс
- Мајкл Ведерли као Ентони Динозо мл.
- Коте де Пабло као Зива Давид (Епизоде 3-24)
- Поли Перет као Ебигејл Шуто
- Шон Мареј као Тимоти Макги
- Лорен Холи као Џенифер Шепард (Епизоде 9-24)
- Дејвид Макалум као др Доналд Малард

### Епизодне
- Саша Александер као Кејтлин Тод (Епизоде 1-2)
- Коте де Пабло као Зива Давид (Епизоде 1-2)
- Лорен Холи као Џенифер Шепард (Епизоде 1-4, 6-8)
- Брајан Дицен као Џејмс Палмер (Епизоде 1-6, 8-9, 11, 13-23)

## Епизоде
| Бр. у серији | Бр. у сезони | Назив                  | Редитељ          | Сценариста                                                                | Пpемијерно емитовање | Пpод. код | Бр. гледалаца (у милионима) |
| --- | ------------ | ---------------------- | ---------------- | ------------------------------------------------------------------------- | -------------------- | --------- | --------------------------- |
| 47 | 1            | "Убити Арија (1. део)" | Денис Смит       | Доналд П. Белисарио                                                       | 20. септембар 2005.  | 302       | 15.48                       |
| Екипа покушава да се суочи са смрћу агенткиње Тод док тражи њеног убицу. Прва појава Зиве Давид и Џенифер Шепард. Појава Кејтлин Тод. |              |                        |                  |                                                                           |                      |           |                             |
| 48 | 2            | "Убити Арија (2. део)" | Џејмс Витмор Мл. | Доналд П. Белисарио                                                       | 27. септембар 2005.  | 304       | 15.09                       |
| Гибсова одлука да убије Арија расте пошто је напапо чланове његове екипе у мучитељској игри са Гибсом. Појава Кејтлин Тод. |              |                        |                  |                                                                           |                      |           |                             |
| 49 | 3            | "Мозгалице"            | Вилијам Веб      | Синопсис: Џефри А. Киркпатрик и Џон Ч. Кели Сценарио: Џефри А. Киркпатрик | 4. октобар 2005.     | 304       | 15.09                       |
| Осуђеник на смрт Кајл Бун је серијски убица кога је Гибс ухапсио пре 10 година. Пошто је осуђен на смртну казну и пошто ће бити погубљен за неколико дана због убиства неколико жена, стављања ознака на њихова леђа и вађења њихових језика, он наваљује да открије места преосталих несталих жртава Гибсу насамо, терајући вођу екипе да се суочи са њим иако му је СЕКМОР то исто наредио. Када Еби и Макги пронађу место где су се убиства десила, екипа, којој помаже агенткиња Кесиди, откривају да су последње три жртве из Бунове бележнице убијене пре три године, што значи да Бун има саучесника који наставља његов рад. Али истрага постаје озбиљна када агенткиња Кесиди нестане пошто је отета, па се екипа очајно трка са временом да она не постане жртва број пет имитатора.                                                              |              |                        |                  |                                                                           |                      |           |                             |
| 50 | 4            | "Сребрни рат"          | Теренс О’Хара    | Синопсис: Џон Ч. Кели Сценарио: Џошуа Лури                                | 11. октобар 2005.    | 305       | 16.78                       |
| Покојни војник је пронађен у грађанској гробници у музеју "Смитсонијан", а касније искрсавају докази који указују да је можда био закопан жив. У међувремену, Зива Давид се враћа у МЗИС, након што је додељена Гибсовој екипи као официр за везу са Мосадом по налогу нове директорке Џени Шепард. Гибс је бесан што је то урадила а да није поразговарала са њим, а Џени наваљује да екипи треба Зива. Она је принуђена да докаже своју вредност екипи док покушавају да нађу људе одговорне за наредникову смрт, која има везе са Грађанским ратом и са одметнутим скупом људи који ради иза сцене. Када су се Даки и Зива нашли у тешкој ситуацији, Зива показује своју вредност спашавајући њихове животе и као такве је примљена у екипу, званично замењујући агенткињу Тод.                                                                          |              |                        |                  |                                                                           |                      |           |                             |
| 51 | 5            | "Скретање"             | Томас Џ. Рајт    | Гил Грант                                                                 | 18. октобар 2005.    | 303       | 17.69                       |
| Екипа је позвана да истражи смрт подофицира који је убијен док се возио путем. Док су посећивали мормаревог командира да га обавесте о његовој смрти, екипа открива да други човек тврди да је подофицир и да му је идентитет украден. Тајне обојице су откривене, али Ебино посматрање је на крају решило случај. Такође, Макги открива да му је кредитна картица украдена и да је њоме купљен порнић док Зива мора брзо да се навикне на Гибсов водећи стил. |              |                        |                  |                                                                           |                      |           |                             |
| 52 | 6            | "Воајерска мрежа"      | Денис Смит       | Дејвид Џ. Норт                                                            | 25. октобар 2005.    | 306       | 18.01                       |
| За Џејми Кар, жену војног наредника, се мисило да је отета док Гибс и његова екипа нису пронашли доказе да је можда убијена током интернет преноса уживо. Карова и њена комшиница, Лин Робертс, су зарађивале новац водећи интернет секс страницу док су њихови мужеви били одсутни. Тело Робертсове је касније пронађено, али екипа још увек не може да пронађе Карову. Уз помоћ новог помоћника, Чип Стерлинга кога јој је директорка доделила, утврђује да снима са Џејми можда није такав какав изгледа. |              |                        |                  |                                                                           |                      |           |                             |
| 53 | 7            | "Код за ХОНОР"         | Колин Бакси      | Кристофер Силбер                                                          | 1. новембар 2005.    | 307       | 18.08                       |
| Гибс се спријатељава са дечаком након што је његов отац, поручник-командир, отет. Поручник-командир је радин на поверљивом пројакту ХОНОР и он је једина особа која зна кључа за дешифровање. Откривање кљула може бити озбиљна претња за државну безбедност. Иако докази које је сакупила Гибсова екипа указују да је поручник-командир део шеме, Гибс верује другачија због јаке повезаности поручника-командира и његовог сина. Док решавају случај, сваки од чланова екипа на смену чува дечака. |              |                        |                  |                                                                           |                      |           |                             |
| 54 | 8            | "Испод чаршава"        | Арон Липстат     | Л. Д. Злотов                                                              | 8. новембар 2005.    | 308       | 17.79                       |
| Када је откривено да двоје атентатора у браку, који су фатално поврешени у саобраћајној несрећи, планирају атентат на војном пријему, Гибс шаље Зиву и Тонија као пар атентатора да сазна кога планирају да убију и ко их је ангажовао. Након што екипа открије да пар чека бебу и да планира да се пензионише, схватају да је можда план за атентат намештаљка и да су атентетори праве мете. У међувремену, привлачност између Тонија и Зиве испливава, а Гибс и екипа су изненађени кад су открили ко је шпијунирао Зиву и Тонија. |              |                        |                  |                                                                           |                      |           |                             |
| 55 | 9            | "Намештаљка"           | Томас Џ. Рајт    | Лоренс Волш                                                               | 22. новембар 2005.   | 309       | 16.43                       |
| Две ноге су пронађене у војној бази, а екипа је изненађена и потресена кад сваки доказ указује право на Тонија као главног осумњиченог. У намери да помогну сараднику, екипа прави списак људи који можда имају нешто проти Тонија, правећи дуги списак осумњичених. Еби је узнемирена јер је можда она оптужила Тонија својим форензичким доказима и неће да стане док не докаже његову невиност. |              |                        |                  |                                                                           |                      |           |                             |
| 56 | 10           | "Приправник"           | Теренс О’Хара    | Џорџ Шенк и Френк Кардеа                                                  | 29. новембар 2005.   | 310       | 18.17                       |
| Док екипа штити шефа војних операција, Мекги примећује свађу у улици. Он пуца у једног од људи за кога верује да је потегао пиштољ на њега. Покојник испада да је детектив вашингтонске градске полиције на тајном задатку. Кад екипа не успе да пронађе пиштољ или доказе које је оставио неко други, изгледа као да је Мекги направио приправничку грешку. Мекги почиње да сумња у себе, али Гибс сумња на детективов састанак који се десио те ноћи. Након разговора са покојниковим партнером, екипа схвата је да Мекгијева можда истинитија него што је свако од њих мислио. |              |                        |                  |                                                                           |                      |           |                             |
| 57 | 11           | "Модел за понашање"    | Стивен Крејг     | Дејвид Џ. Норт                                                            | 13. децембар 2005.   | 311       | 17.11                       |
| Супермоделкиња је пронађена мртва након што се предозирала феницилидином у војној бази, где се емисија у којој је учествовала снимала. Њен бивши дечко је ткаође пронађен мртав у мотелу у близини након што се предозирао хероином, што наводи екипу да мисли да њихове смрти имају везе са њиховом везом. Ипак, када је откривено да је војни инструктор који је био задужен за емисију био у романтичној вези са супермоделом, екипа истражује остале који су учествовали у емисији. Када се војник, дечко, предозирао истом ствари која је убила његову девојку, изгледа да неко није одобравао њихову везу, па да је чак ишао до крајњих мера да је оконча. |              |                        |                  |                                                                           |                      |           |                             |
| 58 | 12           | "Затворени"            | Денис Смит       | Дејна Коен                                                                | 10. јануар 2006.     | 313       | 17.19                       |
| Док су истраживали војно складиште контејнера са незаконитим оружјем, Тони и Зива су нападнути из заседе и принуђени су да се сакрију у контејнер, у ком на крају остају закључани. Гибс, Мекги и Еби покушавају да их пронађу уз помоћ лучког сигурносног уреда. У међувремену, Тони и Зива откривају да су кутије са DVD-овима са филмовима у контејнеру служиле као маска за скривана кутије у коме су били милиони фалсификованог новца. Али обоје упадају у оружани сукоб након што су терористи однели контејнер у складиште, присиљавајући Гибса и Мекгија да се тркају са временом да би пронашли то место пре него што Тони и Зива заврше мртви. |              |                        |                  |                                                                           |                      |           |                             |
| 59 | 13           | "Обмана"               | Лесли Либман     | Џек Бернстин                                                              | 17. јануар 2006.     | 312       | 17.74                       |
| Војна поручница-командирка, која је задужена за пошиљку нуклеарног оружја, је отета због чега су Гибс и екипа позвани у недељу да истраже то. Екипа открива да је поручница-командирка имао састанак раније у тржном центру и да је добровољно радила у организацији за борбу против интернет педофилије, што значи да њен отмичар није терориста него педофил кога је пратила. |              |                        |                  |                                                                           |                      |           |                             |
| 60 | 14           | "Спавач на светлу"     | Колин Бакси      | Кристофер Силбер                                                          | 24. јануар 2006.     | 314       | 16.97                       |
| Две жене војника, обе из Кореје су пронађене упуцане у кући. Док МЗИС тражи убицу, екипа открива да су једна преживела жена и ове две мртве део спавачке ћелије повезане са Северном Корејом. |              |                        |                  |                                                                           |                      |           |                             |
| 61 | 15           | "Случај са главом"     | Денис Смит       | Џорџ Шенк и Френк Кардеа                                                  | 7. фебруар 2006.     | 315       | 16.05                       |
| Док су хапсили скуп морнара који су радили у незаконитом ауто-сервису, Зива проналази одрубљену главу у гепеку недавно украдених кола. Еби касније открива да глава припада војном капетану који је умро четири месеца раније. Ствар постаје још гора кад Еби открије да је пепео капетана који су његова жена и ћерка имале вештачки, шаљући екипу у потрагу за незаконитом трговином људских органа и капетановим телом. |              |                        |                  |                                                                           |                      |           |                             |
| 62 | 16           | "Подорична тајна"      | Џејмс Витмор Мл. | Стивен Д. Бајндер                                                         | 28. фебруар 2006.    | 316       | 15.14                       |
| Амбулантна кола која су превозила тело војника који је умро су одједном експлодирала, уништавајући тело и чинећи га непрепознатљивим. Али ствари добијају чудан преокрет када Даки открије да ДНК који је узет са тела није ДНК мртвог војника. |              |                        |                  |                                                                           |                      |           |                             |
| 63 | 17           | "Прождрљив"            | Томас Џ. Рјт     | Ричард Џ. Артур                                                           | 7. март 2006.        | 317       | 17.21                       |
| Подофицир је пронађен угризен од стране медведа након што су деца пронашла његове ознаке у медвеђем измету у народној шуми. Ипак, обдукција показује да је подофицир убијен убодом сечива у груди пре него што је угризен. Докази такође упућују на то да је камповао са женом која је сад нестала. Ствари онда добијају преокрет када Гибс и екипа открију да тамошње несреће можда нису ни природне ни несрећне уопште, због чега Гибс мисли да је серијски убица у бекству у парку, онај окји користи смрти да би прикрио нешто много горе - убиство. |              |                        |                  |                                                                           |                      |           |                             |
| 64 | 18           | "Мамац"                | Теренс О’Хара    | Лоренс Волш                                                               | 14. март 2006.       | 318       | 17.55                       |
| Син војника долази у школу са бомбом привезаном на грудима и узима другове из одељења као таоце. Гибс улази у одељење као преговарач и постаје талац такође, због чега Тони постаје главни на разочарење директорке Шепард. Малолетник има захтеве: да му се доведе мајке у одељење пре заласка сунца. Екипа ускоро открива да је она умрла, јер се наводно удавила у несрећи годину дана раније. Тони и остатак екипе су стављени на проверу док покушавају да извуку све напоље живе и док тајно разговарају са Гибсом. |              |                        |                  |                                                                           |                      |           |                             |
| 65 | 19           | "Под ледом"            | Денис Смит       | Дејна Коен                                                                | 4. април 2006.       | 319       | 15.52                       |
| Док су се клизала на залеђеном језеру, двојица дечака проналазе тело војника под ледом. Кад су Гибс и екипа позвани на место да истраже, они проналазе још три тела који су виши чланови ноторне централне америчке уличне банде "Ла Вида Мала" или ЛВМ скраћено. Екипа мора да открије ко је одговоран за убиства док избегава бес јединице покојног војника која је задржана у Ираку док се случај не затвори, плашећи се да ти војници не траже освету. Еби и Макги откривају траг поруке која открива потресну истину док Зива, Макги и Тони испитују свог главног осумњиченог. |              |                        |                  |                                                                           |                      |           |                             |
| 66 | 20           | "Недодирљив"           | Лесли Либман     | Џорџ Шенк и Френк Кардеа                                                  | 18. април 2006.      | 320       | 15.90                       |
| Војна поручница која је радила у Пентагоновом одељењу за шифровање је пронађена мртва у свом дому након што се наводно убила. Ипак, Еби открива де је још неко био са поручницом кад је умрла и зато екипа покушава да пронађе њеног убицу док тражи кртицу. Кад докази повежу поручницу са венецуеланским дипломатом Сајмоном Роком, екипа мора да пронађе црвену траку да би открила шта се у ствари десило. Док се тркају са временом да повежу Року са поручницом, Даки чува своју мајку која пати од губитка памћења. |              |                        |                  |                                                                           |                      |           |                             |
| 67 | 21           | "Крвопролиће"          | Денис Смит       | Стивен Д. Бајндер                                                         | 25. април 2006.      | 321       | 15.56                       |
| Пар који се пријавио у мотел близу војне баез Мали Крик је открио да је њихов апартман прекривен крвљу и деловика људског ткива што указује да је можда препродаја дроге кренула низбрдо. Екипа схвата да им је смештено након што је Тони приметио разлике у траговима крви, Даки препознаје ткиво као ткиво које отклоњено хируршки, а Еби и Макги су замало избегли тровање када је Еби открила да је дрога на којој је радила намештена. Морају да зароне у Ебину прошлост да би открили ко је жели мртву, а потрага их одводи до главног осумњиченог са суђења на коме Еби сведочи, адвоката осумњиченог и Ебиног бившег дечка чија је поседнутост њоме велики разлог за бригу. |              |                        |                  |                                                                           |                      |           |                             |
| 68 | 22           | "Опасност"             | Џејмс Витмор Мл. | Дејвид Џ. Норт                                                            | 2. мај 2006.         | 322       | 14.95                       |
| Рутинско хапшење препродаваца дроге креће низбрдо кад осумњичени умре Зиви у притвору. Жртвин брат узима Џени за таоца и захтева да му се брат и дрога врате у замену за Џени. Са роком од два сата и сатом који откуцава, екипа уз помоћ Кеси Јејтс мора да нађе Џени пре него што буде касно. |              |                        |                  |                                                                           |                      |           |                             |
| 69 | 23           | "Јаз (1. део)"         | Денис Смит       | Доналд П. Белисарио                                                       | 9. мај 2006.         | 323       | 15.17                       |
| Бомба је експлодирала након што се Гибс састао са тајним владиним агентом на страном броду, убивши агента и оставивши Гибса у коми у којој се он сећа убиства своје жене Шенон и ћерке Кели пре много година и свог рањавања у Пустињској олуји. У међувремену, Тони постаје вођа екипе док скуп покушава да нађе Пинпина Пулу, несталог члана бродске посаде за кога се сумња да је члан Абу Сајафа. Епизода се завршава кад се Гибс буди из коме и не сећа се Дакија који је у соби са њим. |              |                        |                  |                                                                           |                      |           |                             |
| 70 | 24           | "Јаз (2. део)"         | Денис Смит       | Доналд П. Белисарио                                                       | 16. мај 2006.        | 324       | 16.49                       |
| Директорка Шепард зове Гибсовог ментора и старог партнера Мајка Френкса у нади да ће се Гибсу вратити памћење јер он једини зна појединости будућег терористичког напада. Она се такође задубљује у Гибсову прошлост и говори Дакију о његовој убијенној жени и ћерки. Зива, која се понаша ноншалантно у вези са Гибсовим стањем, посећује Гибса у очајном и емотивном покушају да му оживи памћење говорећи му о њиховој повезаности са Аријем. У међувремену, Тони и екипа откривају да Пинпин Пула хоће да дигне у вездух брод Ртски страх. Гибсу се вратило памћење и вратио се у штаб МЗИС-а. Директорка задужена за посаду брода одбија да слуша упозорења Гибса, Џени и осталих војних лица што има катастрофалне последице. На крају, Гибс даје отказ и даје Тонију своју значку и пре него што је отишао у Мексико где је дошао у Френксову кућу. |              |                        |                  |                                                                           |                      |           |                             |